# Christian Thies
Christian Thies  (* 26. März 1959 in Kaltenkirchen) ist ein deutscher Philosoph und seit 2009 Professor für Philosophie an der Universität Passau.

## Leben
Thies studierte Philosophie, Geschichte und Erziehungswissenschaft für das Lehramt an Gymnasien. Nach dem Ersten Staatsexamen 1987 und dem Referendariat an zwei Hamburger Gymnasien legte er 1989 das Zweite Staatsexamen ab. Von 1990 bis 1992 arbeitete er in einem pädagogischen Projekt im Hamburger Hafen. 1996 erfolgte die Promotion, danach war Thies Post-Doktorand im Graduierten-Kolleg „Ästhetische Bildung“. Von 1999 bis 2006 arbeitete Thies als Wissenschaftlicher Assistent an der Universität Rostock am Lehrstuhl für Praktische Philosophie; anschließend war er Projektmitarbeiter am Center for Life Science Automation in Rostock-Warnemünde. 2007 wurde Thies habilitiert; von 2007 bis 2009 fungierte er als stellvertretender Geschäftsführer des Forschungsinstituts für Philosophie Hannover. Seit Oktober 2009 ist Thies Inhaber der Lehrprofessur für Philosophie an der Universität Passau.

## Schriften (Auswahl)
- Die Krise des Individuums. Zur Kritik der Moderne bei Adorno und Gehlen. Rowohlt, Reinbek 1997
- (Hrsg. mit Beatrix Gotthold): Denn jeder sucht ein All. Vom Sinn des Lebens. Reclam, Leipzig 2003
- Arnold Gehlen zur Einführung. Junius, Hamburg 2000, 2. Auflage 2007, ISBN 978-3-88506-329-2
- Der Sinn der Sinnfrage. Metaphysische Reflexionen auf kantianischer Grundlage. Alber, Freiburg/München 2008, ISBN 978-3-495-48351-0
- (Hrsg.) Der Wert der Menschenwürde. Schöningh, Paderborn 2009, ISBN 978-3-506-76715-8
- (Hrsg. mit Eike Bohlken): Handbuch Anthropologie. Der Mensch zwischen Natur, Kultur und Technik. Metzler, Stuttgart/Weimar 2009, ISBN 978-3-476-02228-8
- (Hrsg. mit Birgit Beck) Moral und Recht. Philosophische und juristische Beiträge. Stutz, Passau 2011, ISBN 978-3-88849-309-6
- Einführung in die philosophische Anthropologie. WBG, Darmstadt 2004, 3. Auflage 2013, ISBN 978-3-534-25679-2
- Alles Kultur? Eine kritische Bestandaufnahme. Reclam, Stuttgart 2016, ISBN 978-3-534-25679-2
- Philosophische Anthropologie auf neuen Wegen. Velbrück, Weilerswist 2018
- Geschichte. De Gruyter, Berlin/Boston 2021, ISBN 978-3-11-071760-0